# Tasmanalpina clavata
Tasmanalpina clavata är en insektsart som beskrevs av Kenneth Hedley Lewis Key 1991. Tasmanalpina clavata ingår i släktet Tasmanalpina och familjen gräshoppor. Inga underarter finns listade i Catalogue of Life.